# 征服突尼斯 (1534年)
征服突尼斯，發生在1534年8月16日，阿爾及利亞海盜海雷丁從突尼西亞哈夫斯王朝統治者穆雷·哈珊手下攻佔突尼斯。
在1533年，奥斯曼帝国苏丹蘇里曼一世把海雷丁從阿爾及爾召喚到伊斯坦布爾的兵工廠建造大船，在1534-34年造了70艘槳帆船，同時動員1200名基督徒奴隸漿手。他先積極的沿著意大利海岸襲擊，直到8月16日登陸突尼斯。把臣服西班牙人的統治者穆雷·哈珊趕下台。
因突尼斯戰略位置重要，海雷丁在此設置了海軍基地，用來突襲馬耳他。然而，在1535年應穆雷·哈珊的請求，西班牙国王卡洛斯一世安排了反攻並奪回了突尼斯。